# Centro hospitalar universitário de Pontevedra
O Centro Hospitalar Universitário de Pontevedra (CHOP) é um centro hospitalar universitário na província de Pontevedra em Espanha que inclui na sua área de saúde três hospitais : o Hospital Montecelo e o Hospital Provincial de Pontevedra na cidade de Pontevedra e o Hospital do Salnés.

## Localização
O Hospital Montecelo está localizado na periferia da cidade, em Mourente. O Hospital Provincial de Pontevedra, situa-se no centro da cidade, na Rua Doutor Loureiro Crespo.

## História
Em 1439 Pontevedra tinha três hospitais : o hospital Santiaguiño del Burgo, para peregrinos pobres, o hospital Virgen del Camino para leprosos e, em A Moureira, o hospital Gafos, localizado na foz do rio Gafos . Foi em meados desse ano, em 1439, que a D.ª Teresa Pérez Fiota, fez um testamento para fundar um hospital de assistência aos pobres, que se chamaria Hospital do Corpo de Deus, que a seu tempo, seria conhecido como Hospital de Corpus Christi e, mais tarde, em 1579, como Hospital San Juan de Dios, que seria demolido em 1896 para construir um novo hospital noutra parte da cidade, o hospital provincial de Pontevedra.
O primeiro grande hospital da cidade foi o Hospital Provincial de Pontevedra. A decisão de criar este hospital foi tomada pela Câmara Municipal em 1890. Em 1897, os primeiros pacientes foram admitidos. Em 1928 foi transferido para a Deputação Provincial de Pontevedra (Conselho Provincial). No hospital, de preferência cirúrgico, foram realizadas operações avançadas para o seu tempo. Os médicos do hospital foram de grande importância na vida da cidade. Em 1936, o hospital foi utilizado principalmente como hospital de guerra.
O segundo e maior hospital da cidade é o Hospital Montecelo, criado em 1973. Foi inaugurado em maio de 1974 pelo então Ministro da Saúde, Licinio de la Fuente .
O Serviço Galego de Saúde da Junta da Galiza decidiu integrar estes dois hospitais num complexo hospitalar denominado Complexo Hospitalar de Pontevedra (CHOP) em 1996 .
O CHOP (Complejo Hospitalario de Pontevedra) foi declarado Centro Hospitalar Universitário (CHU) em novembro de 2012 . A declaração como Centro Hospitalar Universitário (CHU) permitiu aos hospitais de Pontevedra ministrar cursos no âmbito do grau universitário de medicina da Universidade de Santiago de Compostela e outros graus em ciências da saúde tais como enfermagem ou fisioterapia, que estão presentes no Campus Pontevedra.
A Junta da Galiza lançou em 2020 a construção de um novo hospital para a cidade de Pontevedra e a sua área urbana e de saúde com mais especialidades do que o complexo hospitalar actual, incluindo radioterapia, medicina nuclear e cuidados intensivos neonatais e pediátricos com uma capacidade de 724 camas. Este novo hospital de 10 andares sera chamado Gran Montecelo ,.

## Hospitais

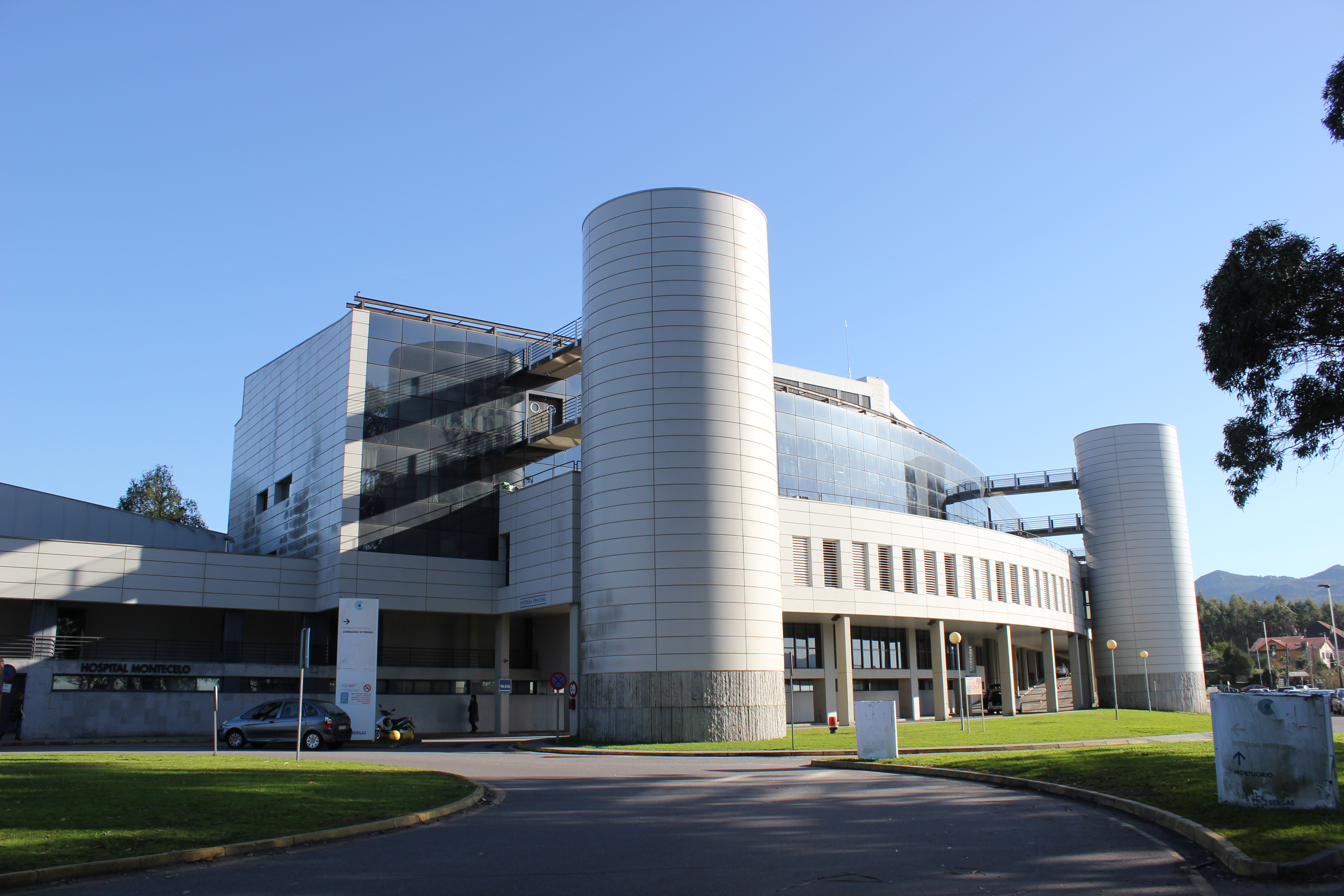
Entrada do Hospital Montecelo.

O CHOP inclui dois hospitais em Pontevedra :
- Hospital Montecelo.
- Hospital Provincial de Pontevedra.

Para além disso, existe um hospital que depende da área de saúde de Pontevedra:
- Fundação Hospital do Salnés.

Além disso, o centro médico especializado Casa del Mar no distrito de Mollavao, em Pontevedra, está ligado a ele.
O Hospital Universitário de Pontevedra presta cuidados de saúde pública à população do centro e do norte da província de Pontevedra. A atenção está centrada nos seguintes municípios, para além da capital Pontevedra : Barro, Bueu, Caldas de Reis, Campo Lameiro, Cerdedo-Cotobade, Cuntis, Forcarei, O Grove, A Lama, Marín, Meaño, Meis, Moraña, Poio, Ponte Caldelas, Portas, Sanxenxo, Soutomaior e Vilaboa. É também um centro hospitalar de referência para os doentes do hospital do Salnés, incluído na área de saúde de Pontevedra.
| Área de saúde de Pontevedra                                                                         | Área de saúde de Pontevedra                       | Área de saúde de Pontevedra | Subárea do Salnés                                                                 |
| --------------------------------------------------------------------------------------------------- | ------------------------------------------------- | --------------------------- | --------------------------------------------------------------------------------- |
| Barro Bueu Caldas de Reis Campo Lameiro Cerdedo-Cotobade Cuntis Forcarei O Grove A Lama Marín Meaño | Meis Moraña Pontevedra Poio Ponte Caldelas Portas | Sanxenxo Soutomaior Vilaboa | Cambados Catoira Ilha de Arousa Ribadumia Vilagarcía de Arousa Vilanova de Arousa |

O Hospital Universitário de Pontevedra é um hospital de referência para mais de 300.000 pacientes. Tem um efectivo de 2.608 trabalhadores.

## Conjunto de tratamentos e especialidades
A oferta de tratamentos inclui as seguintes especialidades  :
- Alergia
- Análises médicas
- Anatomia patológica
- Anestesiologia e reanimação
- Angiologia - Cirurgia vascular
- Tubo digestivo
- Hospitalização domiciliária
- Banco de tecidos humanos
- Química clínica
- Cardiologia
- Cirurgia ambulatória maior e menor
- Cirurgia geral
- Ortopedia et Traumatologia
- Cuidados neonatais intermédios
- Paliativismo
- Dermatologia
- Diálise
- Endocrinologia
- Enfermagem Obstetrícia - Ginecologia
- Enfermagem geral
- Colheita de órgãos
- Doação de sangue
- Farmácia
- Fisioterapia
- Fonoaudiologia
- Hematologia
- Hemodinâmica
- Enxerto de pele
- Imunologia
- Inseminação artificial
- Laboratório de hematologia
- Laboratório de sémen para a formação de espermatozoides
- Medicina do trabalho
- Medicina intensiva
- Medicina interna
- Medicina preventiva
- Microbiologia et Parasitologia
- Nefrologia
- Pneumologia
- Neurofisiologia
- Neurologia
- Obstetrícia e Ginecologia
- Colheita de tecidos
- Odontologia - Estomatologia
- Oftalmologia
- Oncologia
- Otorrinolaringologia
- Pediatria
- Planejamento familiar
- Segurança e saúde ocupacionais
- Psicologia clínica
- Psiquiatria
- Radiologia
- Medicina física e reabilitação
- Serviço de transfusão de sangue
- Terapia ocupacional
- Traumatologia e Ortopedia
- Gestão da dor
- Emergências médicas
- Urologia

## Artigos relacionados
- Lista de hospitais na Espanha
- Hospital Provincial de Pontevedra
- Campus de Pontevedra
- Centro hospitalar universitário